# Altas y bajas presiones
En meteorología, las altas y bajas presiones son fenómenos que se definen como el grado de presión atmosférica ejercida por el peso de una columna de aire sobre un lugar determinado. Esto se debe a que la gravedad de la atmósfera terrestre confiere un peso al aire, y es la fuerza de este peso lo que se denomina como presión atmosférica.
El peso de la columna de aire se mide a la altura del nivel medio del mar, donde una columna de 1 cm² de base pesa en promedio 1.03323 kilopondio [kp] o bien 10.1325 Newton [N]. Al expresar el peso de la columna de aire por cada unidad de superficie, la unidad de medida utilizada es el Pascal [Pa] equivalente a 1 Newton/metro² [N/m²], siendo entonces la presión atmosférica 101.325 Pa o más comúnmente expresada como 1013.25 hPa (hectopascales). Otra equivalencia en desuso es la de hablar de que la presión atmosférica es de 760 mmHg (milímetros de mercurio) o bien 760 Torr.
La presión atmosférica no es estable y oscila entre los 885 hPa entre los ciclones más profundos (bajas presiones) y los 1077 hPa sobre los anticiclones siberianos más potentes (altas presiones).   
El peso o la presión atmosférica fue establecida por Torricelli en 1643 cuando llenó un tubo de mercurio tapándolo sobre una cubeta llena del mismo metal comprobando como el tubo en lugar de vaciarse se mantenía en una determinada altura de 760 mm deduciendo así que para equilibrar el peso de la columna de mercurio, el aire ejercía sobre la misma una presión equivalente por unidad de superficie. Por tanto la presión media es el equivalente al peso de una columna de mercurio de 760 mm de largo y que tiene una base cuadrada de un centímetro de lado.
El hectopascal equivale aproximadamente a un gramo por cm² (unidad de peso por unidad de superficie). 
La presión se mide con varios instrumentos pero el más utilizado es el barómetro.
Cada masa de aire tiene una diferente presión; si ésta es más elevada que la que consideramos media (1013.25 hPa) la llamamos alta y si está por debajo, decimos que es una baja presión. 
- Las altas presiones también se llaman centros de altas presiones o anticiclones.
- Y las bajas presiones reciben el nombre de centros de bajas presiones, también se denominan ciclones, depresiones o borrascas.

## Anticiclones
En los anticiclones la presión aumenta hacia el centro. Los vientos giran en el sentido contrario a las agujas del reloj en el hemisferio sur y en sentido horario en el hemisferio norte. Suelen ser más extensos que las depresiones y por su origen pueden ser dinámicos o térmicos.
- Anticiclones dinámicos: son los originados por un movimiento de subsidencia (descenso) del aire. En general son de aire caliente como los anticiclones subtropicales.
- Anticiclones térmicos: son originados por un fuerte enfriamiento de las capas bajas de la atmósfera por contacto con un suelo muy frío. Son anticiclones fríos y de poca altura que en verano, al aumentar la temperatura del suelo, se debilitan y llegan a desaparecer. Suelen formarse en invierno en las regiones continentales del hemisferio norte.

## Ciclones o depresiones
En los ciclones la presión disminuye hacia el centro y son el resultado de ascendencias dinámicas (frontales) o térmicas (convección del aire). Los vientos giran en el sentido antihorario en el hemisferio norte y en sentido horario en el hemisferio sur.
En las altas presiones el aire tiene sus moléculas muy apretadas, su densidad es muy elevada y por tanto pesa más que el aire de las bajas presiones, que tiene sus átomos más disgregados, es menos denso y más ligero. 
El viento siempre va de las altas a las bajas presiones. Se puede decir que las altas presiones son una especie de ventiladores, porque "soplan viento" y que las bajas presiones son como aspiradoras, porque "aspiran el aire".

Dentro de cada centro de altas o de bajas presiones, el aire gira formando remolinos. Y debido a la forma, a los movimientos y al magnetismo terrestre, lo hace siempre de una manera determinada.
En el hemisferio norte, en las altas presiones el aire gira siguiendo el sentido de las agujas del reloj y de dentro hacia afuera (movimiento centrífugo). Y en las bajas presiones lo hace al revés y de fuera hacia dentro (movimiento centrípeto).